# Negação (psicologia)
Negação (Verneunung, do idioma alemão) em psicologia é um mecanismo de defesa que refere-se a um processo pelo qual a pessoa, de alguma forma, inconscientemente, não quer tomar conhecimento de algum desejo, fantasia, pensamento ou sentimento. O fenômeno da negação pode ser realizado de formas distintas, para finalidades específicas do ego da pessoa, o emprego dos respectivos termos, tanto no original alemão como nas diferentes traduções é confuso.

## Teoria
A teoria da negação foi pesquisada seriamente por Anna Freud que classifica a negação como um mecanismo da mente imatura porque entra em conflito com a capacidade de aprender e lidar com a realidade. Onde a negação ocorre em mentes maduras, é mais frequentemente associada à morte e o estupro. Pesquisas mais recentes expandiram significativamente o escopo e a utilidade do conceito. Elisabeth Kübler-Ross negação usada como o primeiro de cinco estágios na psicologia de um paciente moribundo, e a ideia foi estendida para incluir as reações de sobreviventes a notícias de uma morte.
Muitos psicanalistas contemporâneos tratam a negação como o primeiro estágio de um ciclo de enfrentamento. Quando ocorre uma mudança indesejada, um trauma de algum tipo, o primeiro impulso de descrer inicia o processo de enfrentamento. Essa negação, em uma mente saudável, se eleva lentamente para uma maior consciência. Aos poucos, tornando-se uma pressão subconsciente, logo abaixo da superfície da consciência aberta, o mecanismo de enfrentamento envolve então a repressão, enquanto a pessoa acumula os recursos emocionais para enfrentar completamente o trauma. Uma vez enfrentada, a pessoa lida com o trauma em um estágio alternadamente chamado de aceitação ou esclarecimento, dependendo do escopo da questão e da escola de pensamento do terapeuta. Depois desse estágio, uma vez suficientemente tratado ou tratado temporariamente, o trauma deve afundar-se novamente na consciência consciente total. Deixado fora da mente consciente, o processo de sublimação envolve um equilíbrio de não esquecer nem lembrar completamente. Isso permite que o trauma ressurja na consciência se envolver um processo contínuo, como uma doença prolongada. Alternativamente, a sublimação pode iniciar o processo de resolução completa, onde o trauma finalmente afunda em um eventual esquecimento. Ocasionalmente este ciclo inteiro tem sido referido na linguagem moderna como "negação", confundindo o ciclo completo com apenas um estágio dele.
Ao contrário de alguns outros mecanismos de defesa postulados pela psicoanálise, (por exemplo, a repressão psicológica) é bastante fácil verificar, mesmo para não-especialistas. No entanto, a negação é um dos mecanismos de defesa mais controversos, uma vez que pode ser facilmente usado para criar teorias infalsificáveis: qualquer coisa que o sujeito diz ou que parece refutar a teoria do intérprete é explicada, não como evidência de que a teoria do intérprete está errada, mas como o sujeito está "em negação". No entanto, os pesquisadores observam que em alguns casos de abuso sexual infantil, as vítimas às vezes fazem uma série de confissões parciais e retratações ao se debaterem com sua própria negação e com a negação de abusadores ou membros da família. O uso da teoria da negação em um ambiente legal, portanto, é cuidadosamente regulado e as credenciais dos especialistas são verificadas.